# Wuji
El wuji (xinès tradicional: 無極, xinès simplificat: 无极, pinyin: wújí) és, segons la filosofia xinesa, l'estat primigeni de l'univers no diferenciat. Seria anterior al sorgiment del taijí, la "gran polaritat", i de les dues forces Yin i Yang. Literalment, significa "cim del no-res".
Segons algunes tradicions es representa com un cercle buit, mentre que unes altres consideren que, en ser equivalent al no-res, no es pot representar.

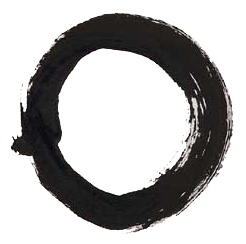
El cercle buit en un traç tipus sumi i simbolitzant al Wuji.